# Osaro Obobaifo
Osaro Obobaifo (ur. 1 sierpnia 1966 – zm. 1991) – nigeryjski piłkarz grający na pozycji pomocnika. W swojej karierze rozegrał 1 mecz w reprezentacji Nigerii.

## Kariera klubowa
W swojej karierze piłkarskiej Obobaifo grał w klubach Flash Flamingoes i KRC Genk.

## Kariera reprezentacyjna
W reprezentacji Nigerii Obobaifo zadebiutował 4 stycznia 1987 w zremisowanym 0:0 meczu Igrzysk Afrykańskich 1987 z Wybrzeżem Kości Słoniowej, rozegranym w Lagos. W 1988 roku wziął udział w Igrzyskach Olimpijskich w Seulu. Od 1987 do 1989 wystąpił w kadrze narodowej 7 razy i strzelił 1 gola.